# Ravesa Lleshi
Ravesa Lleshi (1. lipnja 1976.) je albanska pravnica i stalna predstavnica Albanije u Uredu Ujedinjenih naroda u Ženevi.

## Životopis
Rođena je 1. lipnja 1976. i diplomirala je na Sveučilištu u Tilburgu u Nizozemskoj s diplomom magistra međunarodnog i europskog javnog prava. Govori engleski i nizozemski.
Od 2010. do 2014. je u Tirani gdje je predavanja na Sveučilištu New York Tirana.
U Austriji je boravila od ožujka 2016. kada je vodila misiju svoje zemlje u Organizaciji za europsku sigurnost i suradnju do siječnja 2018. kada je postala savjetnica ministra vanjskih poslova.
Postala je stalna predstavnica Albanije u Uredu Ujedinjenih naroda u Ženevi 2018. Lleshi je također odgovorna za predstavljanje svoje zemlje u Svjetskoj organizaciji za intelektualno vlasništvo, na primjer, 2019. bila je jedna od prvih koja je potpisala međunarodni sporazum koji bi zaštitio regionalne proizvode kao što je čaj Darjeeling.